# Tyler Davis (fútbol americano)
Tyler Davis (North Bellmore, Nueva York, 2 de abril de 1997) es un jugador profesional estadounidense de fútbol americano que se desempeña en la posición de tight end en Green Bay Packers, equipo de la National Football League (NFL).

## Carrera
Fue seleccionado en la sexta ronda en la Reunión Anual de Selección de Jugadores de la NFL de 2020. Hizo su debut profesional con el equipo Jacksonville Jaguars, en el cual jugó dos temporadas (2020-2021), luego pasó a Green Bay Packers, donde lleva jugando tres temporadas.